# Standard Luik in het seizoen 2011/12
Standard Luik had het vorige seizoen als vicekampioen en bekerwinnaar afgesloten. De club mocht daarom van start gaan in de derde voorronde van de UEFA Champions League. Standard belandde echter al snel in de Europa League. Daarin werd het in de eerste ronde groepswinnaar. Standard vloog er uiteindelijk in de 1/8 finale uit.
Het seizoensbegin verliep niet vlekkeloos. Na het overlijden van hoofdaandeelhouder Robert Louis-Dreyfus kwamen diens aandelen in handen van zijn Russische echtgenote. Zij wilde de aandelen verkopen voor aanvang van het seizoen 2011/12. Nieuwe investeerders, waaronder Red Bull en Value8, boden zich aan en de functies van Reto Stiffler en Luciano D'Onofrio kwamen in het gedrang. Value8 leek lange tijd de grootste kanshebber, maar uiteindelijk was het de Vlaamse multimiljonair Roland Duchâtelet die alle aandelen overnam. Duchâtelet was op dat ogenblik nog voorzitter van Sint-Truiden VV. Als gevolg stapten Stiffler en D'Onofrio samen met de rest van het bestuur op. Enkel algemeen directeur Jean-Pierre François bleef. Bovendien verkaste midden juli sterkhouder Axel Witsel naar Benfica.
De Rouches waren ook lange tijd op zoek naar een nieuwe coach, want trainer Dominique D'Onofrio en zijn assistent Sérgio Conceição waren in juni 2011 opgestapt. Het ontslag van D'Onofrio vond plaats voor de overname van Duchâtelet en had, volgens D'Onofrio zelf, niets te maken met de zoektocht naar nieuwe aandeelhouders. Na enkele weken zonder hoofdcoach stelde Standard eind juni José Riga aan als trainer. Midden augustus vertrok aanvoerder Steven Defour samen met Eliaquim Mangala naar FC Porto en verloor Standard opnieuw twee titularissen.
Het werd dan ook een moeilijk seizoen voor Standard. De Rouches plaatsten zich weliswaar voor play-off I en haalden de 1/8 finale van de Europa League, maar imponeren deden ze nooit. In de play-offs werd Standard vijfde, waardoor het geen Europees ticket kon versieren. Op de koop toe verloor de club in februari 2012 ook conditietrainer Guy Namurois. Hij overleed aan een hartstilstand. Zijn onverwacht overlijden raakte de spelersgroep en de technische staf diep.
Op de laatste speeldag van het seizoen kondigde José Riga zijn afscheid aan. Eerder had het bestuur zijn zoon, die jeugdtrainer was bij Standard, al aan de deur gezet. Hij volgde zijn zoon uiteindelijk naar Qatar.

## Spelerskern
| Nr. | Nat.               | Pos. | Speler              |
| 2   | Vlag van België    | M    | Réginal Goreux      |
| 3   | Vlag van Frankrijk | V    | Karim Belhocine     |
| 4   | Vlag van Ghana     | V    | Daniel Opare        |
| 5   | Vlag van Brazilië  | V    | Felipe              |
| 6   | Vlag van België    | V    | Laurent Ciman       |
| 7   | Vlag van IJsland   | M    | Birkir Bjarnason    |
| 8   | Vlag van Israël    | M    | Maor Buzaglo        |
| 10  | Vlag van Rwanda    | A    | Mémé Tchité         |
| 11  | Vlag van Ivoorkust | A    | Gohi Bi Zoro Cyriac |
| 14  | Vlag van Uruguay   | M    | Ignacio Gonzalez    |
| 15  | Vlag van België    | V    | Sébastien Pocognoli |
| 17  | Vlag van België    | M    | Yoni Buyens         |
| 18  | Vlag van België    | DM   | Anthony Moris       |
| 20  | Vlag van Venezuela | M    | Luis Manuel Seijas  |

| Nr. | Nat.               | Pos. | Speler               |
| 21  | Vlag van Frankrijk | M    | William Vainqueur    |
| 23  | Vlag van België    | A    | Michy Batshuayi      |
| 25  | Vlag van Brazilië  | V    | Kanu                 |
| 27  | Vlag van België    | DM   | Laurent Henkinet     |
| 36  | Vlag van België    | V    | Dino Arslanagic      |
| 37  | Vlag van België    | V    | Jelle Van Damme      |
| 38  | Vlag van Turkije   | DM   | Sinan Bolat          |
| 39  | Vlag van Nigeria   | A    | Imoh Ezekiel         |
| 40  | Vlag van België    | M    | Paul José Mpoku      |
| 41  | Vlag van België    | M    | Franco Zennaro       |
| 44  | Vlag van België    | M    | Ibrahima Cissé       |
| 55  | Vlag van Israël    | V    | Rami Gershon         |
| 77  | Vlag van Togo      | M    | Serge Gakpé          |
| 89  | Vlag van België    | M    | Geoffrey Mujangi Bia |

 = Aanvoerder
Maakten deel uit van de C-kern:  Hans Dibi -  Moussa Traoré -  Edenilson Bergonsi

### Technische staf
- Trainer
  - José Riga
- Assistent-trainer
  - Peter Balette
  - Bernard Smeets
- Keeperstrainer
  - Hans Galjé (tot 5 oktober 2011)
  - Eric Deleu (vanaf 5 oktober 2011)

## Transfers

### Zomer

#### Inkomend
- Guy Dufour (Lommel United)
- Edenilson Bergonsi (FC Brussels)
- Geoffrey Mujangi Bia (Wolverhampton)
- Andréa Mbuyi-Mutombo (STVV) (einde huur)
- Moussa Traoré (SV Zulte Waregem) (einde huur)
- Christian Benteke (KV Mechelen) (einde huur)
- Dino Arslanagic (Lille OSC)
- Hans Dibi (UD Melilla) (einde huur)
- Paul-José Mpoku (Tottenham Hotspur)
- Karim Belhocine (KV Kortrijk)
- Yoni Buyens (KV Mechelen)
- Nacho González (Valencia CF)
- Laurent Henkinet (Sint-Truiden VV)
- Maor Buzaglo (Maccabi Tel Aviv)
- William Vainqueur (FC Nantes)
- Luis Manuel Seijas (Santa Fe)

#### Uitgaand
- Tom De Mul (Sevilla FC) (einde huur)
- Kristof Van Hout (KV Kortrijk)
- Christopher Verbist (Sporting Charleroi) (huur)
- Axel Witsel (Benfica)
- Luigi Pieroni (Athlétic Club Arles-Avignon)
- Victor Ramos (Vasco da Gama) (huur)
- Hendrik Van Crombrugge (Sint-Truiden VV)
- Srđan Blažić (Panetolikos)
- Gheorghe Grozav (U Cluj) (huur)
- Steven Defour (FC Porto)
- Eliaquim Mangala (FC Porto)
- Pierre-Yves Ngawa (Sint-Truiden VV) (huur)
- Arnor Angeli (Beerschot AC) (huur)
- Christian Benteke (KRC Genk)
- Mehdi Carcela-Gonzalez (Anzji Machatsjkala)
- Guy Dufour (Antwerp FC) (huur)
- Koen Daerden (Sint-Truiden VV)
- Abdelfattah Boukhriss (FUS Rabat) (huur)
- Andréa Mbuyi-Mutombo (Cercle Brugge) (huur)

### Winter

#### Inkomend
- Rami Gershon (KV Kortrijk) (einde huur)
- Birkir Bjarnason (Viking FK)
- Serge Gakpé (FC Nantes) (huur)
- Imoh Ezekiel (36 Lion FC) (huur)

#### Uitgaand
- Aloys Nong (RAEC Mons)
- Dolly Menga (Sint-Truiden VV) (huur)
- Pape Abdou Camara (Valenciennes FC)
- Franck Berrier (SV Zulte Waregem)
- Mbaye Leye (SV Zulte Waregem)
- Leroy Labylle (MVV) (huur)
- Henri Eninful (Újpest FC) (huur)

## Supercup

### Wedstrijd
| Supercup                              |            |         |               | |                                  |
| Wedstrijddetails                      | Thuisploeg | Uitslag | Uitploeg      | Opstelling | Kaarten                          |
| Finale                                |            |         |               | |                                  |
| 21 juli 2011 18:00 Cristal Arena Genk | KRC Genk   | 1-0     | Standard Luik | Bolat Opare (38' Belhocine), Ciman (34' Felipe), Kanu, Pocognoli Goreux, Camara (64' Benteke), Nong, Leye, Van Damme Tchité | 44' Bolat 52' Leye 85' Van Damme |
| 21 juli 2011 18:00 Cristal Arena Genk | 45' Tözsér | 1-0     |               | Bolat Opare (38' Belhocine), Ciman (34' Felipe), Kanu, Pocognoli Goreux, Camara (64' Benteke), Nong, Leye, Van Damme Tchité | 44' Bolat 52' Leye 85' Van Damme |

## Jupiler Pro League

### Wedstrijden
| Wedstrijddetails                                              | Thuisploeg                                                                  | Uitslag                     | Uitploeg                                | Opstelling | Kaarten                                                       |
| ------------------------------------------------------------- | --------------------------------------------------------------------------- | --------------------------- | --------------------------------------- | --- | ------------------------------------------------------------- |
| Heenronde                                                     |                                                                             |                             |                                         | |                                                               |
| 30 juli 2011 18:00u Stade Charles Tondreau Bergen             | RAEC Mons                                                                   | 1-1                         | Standard Luik                           | Bolat Goreux, Kanu, Felipe, Boukhriss Leye (85' Benteke), Buyens, Van Damme, Nong (63' Camara) Batshuayi (46' Gonzalez), Tchité                  | 23' Buyens 40' Felipe                                         |
| 30 juli 2011 18:00u Stade Charles Tondreau Bergen             | 41' Ibou                                                                    | 1-0 1-1                     | 67' Van Damme                           | Bolat Goreux, Kanu, Felipe, Boukhriss Leye (85' Benteke), Buyens, Van Damme, Nong (63' Camara) Batshuayi (46' Gonzalez), Tchité                  | 23' Buyens 40' Felipe                                         |
| 7 augustus 2011 18:00 Stade Maurice Dufrasne Luik             | Standard Luik                                                               | 3-1                         | KSC Lokeren                             | Bolat Goreux, Kanu, Felipe, Pocognoli Buyens, Camara, Gonzalez (6' Nong), Van Damme Leye (76' Benteke), Tchité (90+1' Batshuayi)                 | 89' Goreux                                                    |
| 7 augustus 2011 18:00 Stade Maurice Dufrasne Luik             | 24' Goreux 40' Leye 63' Leye                                                | 1-0 2-0 3-0 3-1             | 65' Maric                               | Bolat Goreux, Kanu, Felipe, Pocognoli Buyens, Camara, Gonzalez (6' Nong), Van Damme Leye (76' Benteke), Tchité (90+1' Batshuayi)                 | 89' Goreux                                                    |
| 13 augustus 2011 20:00 Jules Ottenstadion Gent                | AA Gent                                                                     | 3-1                         | Standard Luik                           | Bolat Goreux, Kanu, Felipe, Pocognoli Buyens, Camara (50' Defour), Van Damme Leye (78' Mujangi Bia), Tchité, Nong (57' Benteke)                  | 35' Goreux 44' Kanu 57' Leye 90+1' Pocognoli                  |
| 13 augustus 2011 20:00 Jules Ottenstadion Gent                | 28' Jørgensen 35' Jørgensen 68' Smolders                                    | 1-0 2-0 2-1 3-1             | 65' Kanu                                | Bolat Goreux, Kanu, Felipe, Pocognoli Buyens, Camara (50' Defour), Van Damme Leye (78' Mujangi Bia), Tchité, Nong (57' Benteke)                  | 35' Goreux 44' Kanu 57' Leye 90+1' Pocognoli                  |
| 21 augustus 2011 20:30 Stade Maurice Dufrasne Luik            | Standard Luik                                                               | 3-1                         | KV Kortrijk                             | Bolat Opare, Kanu, Felipe, Pocognoli Berrier (55' Nong), Belhocine (73' Camara), Buyens, Van Damme Benteke, Tchité (62' Leye)                    | 66' Van Damme 77' Opare                                       |
| 21 augustus 2011 20:30 Stade Maurice Dufrasne Luik            | 9' Kanu 70' Nong 90+5' Leye                                                 | 1-0 1-1 2-1 3-1             | 57' Veselinovic                         | Bolat Opare, Kanu, Felipe, Pocognoli Berrier (55' Nong), Belhocine (73' Camara), Buyens, Van Damme Benteke, Tchité (62' Leye)                    | 66' Van Damme 77' Opare                                       |
| 28 augustus 2011 20:00 Olympisch Stadion Antwerpen            | Beerschot AC                                                                | 1-1                         | Standard Luik                           | Bolat Opare, Ciman, Kanu, Pocognoli Buyens, Belhocine (58' Buzaglo), Berrier (69' Gonzalez), Van Damme Leye (83' Batshuayi), Nong                | 74' Buyens 86' Ciman 90+2' Van Damme                          |
| 28 augustus 2011 20:00 Olympisch Stadion Antwerpen            | 80' Malul                                                                   | 0-1 1-1                     | 53' Van Damme                           | Bolat Opare, Ciman, Kanu, Pocognoli Buyens, Belhocine (58' Buzaglo), Berrier (69' Gonzalez), Van Damme Leye (83' Batshuayi), Nong                | 74' Buyens 86' Ciman 90+2' Van Damme                          |
| 10 september 2011 20:00 Stade Maurice Dufrasne Luik           | Standard Luik                                                               | 1-0                         | KVC Westerlo                            | Bolat Opare, Ciman, Felipe, Pocognoli Buyens, Belhocine (61' Seijas), Berrier, Van Damme Leye (68' Mujangi Bia), Tchité (74' Cyriac)             | 31' Felipe 55' Pocognoli 69' Van Damme 90+4' Berrier          |
| 10 september 2011 20:00 Stade Maurice Dufrasne Luik           | 89' Berrier                                                                 | 1-0                         |                                         | Bolat Opare, Ciman, Felipe, Pocognoli Buyens, Belhocine (61' Seijas), Berrier, Van Damme Leye (68' Mujangi Bia), Tchité (74' Cyriac)             | 31' Felipe 55' Pocognoli 69' Van Damme 90+4' Berrier          |
| 18 september 2011 18:00 Cristal Arena Genk                    | KRC Genk                                                                    | 3-0                         | Standard Luik                           | Bolat Opare, Ciman, Kanu, Pocognoli Buyens (51' Van Damme), Vainqueur, Buzaglo (65' Tchité), Seijas Leye (73' Gonzalez), Cyriac                  | 39' Vainqueur 45+3' Kanu                                      |
| 18 september 2011 18:00 Cristal Arena Genk                    | 33' Barda 62' Nadson 90+2' Vossen                                           | 1-0 2-0 3-0                 |                                         | Bolat Opare, Ciman, Kanu, Pocognoli Buyens (51' Van Damme), Vainqueur, Buzaglo (65' Tchité), Seijas Leye (73' Gonzalez), Cyriac                  | 39' Vainqueur 45+3' Kanu                                      |
| 25 september 2011 20:30 Stade Maurice Dufrasne Luik           | Standard Luik                                                               | 0-0                         | Cercle Brugge                           | Moris Opare, Ciman, Kanu, Pocognoli Buyens (66' Seijas), Vainqueur, Berrier (78' Berrier), Van Damme Nong (57' Mujangi Bia), Tchité              |                                                               |
| 25 september 2011 20:30 Stade Maurice Dufrasne Luik           |                                                                             |                             |                                         | Moris Opare, Ciman, Kanu, Pocognoli Buyens (66' Seijas), Vainqueur, Berrier (78' Berrier), Van Damme Nong (57' Mujangi Bia), Tchité              |                                                               |
| 2 oktober 2011 14:30 Stade Maurice Dufrasne Luik              | Standard Luik                                                               | 2-0                         | Lierse SK                               | Bolat Opare, Felipe, Kanu, Pocognoli Seijas (66' Gonzalez), Vainqueur (63' Buyens), Berrier (82' Cyriac), Van Damme Leye, Tchité                 | 29' Seijas 59' Leye 74' Gonzalez                              |
| 2 oktober 2011 14:30 Stade Maurice Dufrasne Luik              | 31' Van Damme 37' Felipe                                                    | 1-0 2-0                     |                                         | Bolat Opare, Felipe, Kanu, Pocognoli Seijas (66' Gonzalez), Vainqueur (63' Buyens), Berrier (82' Cyriac), Van Damme Leye, Tchité                 | 29' Seijas 59' Leye 74' Gonzalez                              |
| 16 oktober 2011 18:00 Constant Vanden Stockstadion Anderlecht | RSC Anderlecht                                                              | 5-0                         | Standard Luik                           | Bolat Opare, Felipe, Ciman, Pocognoli Seijas, Vainqueur, Berrier (46' Buyens), Van Damme Leye (80' Mujangi Bia), Tchité (68' Cyriac)             | 6' Pocognoli 19' Felipe 58' Vainqueur 63' Bolat               |
| 16 oktober 2011 18:00 Constant Vanden Stockstadion Anderlecht | 15' Jovanovic 70' Gillet 74' Mbokani 79' Suarez 83' Wasilewski              | 1-0 2-0 3-0 4-0 5-0         |                                         | Bolat Opare, Felipe, Ciman, Pocognoli Seijas, Vainqueur, Berrier (46' Buyens), Van Damme Leye (80' Mujangi Bia), Tchité (68' Cyriac)             | 6' Pocognoli 19' Felipe 58' Vainqueur 63' Bolat               |
| 23 oktober 2011 20:30 Stade Maurice Dufrasne Luik             | Standard Luik                                                               | 1-0                         | Zulte Waregem                           | Bolat Ciman, Felipe (31' Opare), Kanu, Pocognoli Seijas, Gonzalez, Vainqueur, Van Damme Buzaglo (64' Buyens), Cyriac (79' Leye)                  | 49' Kanu 56' Vainqueur                                        |
| 23 oktober 2011 20:30 Stade Maurice Dufrasne Luik             | 35' Cyriac                                                                  | 1-0                         |                                         | Bolat Ciman, Felipe (31' Opare), Kanu, Pocognoli Seijas, Gonzalez, Vainqueur, Van Damme Buzaglo (64' Buyens), Cyriac (79' Leye)                  | 49' Kanu 56' Vainqueur                                        |
| 30 oktober 2011 20:30 Stayen Sint-Truiden                     | Sint-Truiden VV                                                             | 1-1                         | Standard Luik                           | Bolat Goreux, Ciman, Kanu, Pocognoli Gonzalez, Buyens (85' Mujangi Bia), Vainqueur (54' Cyriac), Van Damme Buzaglo (46' Seijas), Tchité          | 56' Gonzalez 90+2' Van Damme                                  |
| 30 oktober 2011 20:30 Stayen Sint-Truiden                     | 49' Ghoochannejhad                                                          | 1-0 1-1                     | 68' Tchité                              | Bolat Goreux, Ciman, Kanu, Pocognoli Gonzalez, Buyens (85' Mujangi Bia), Vainqueur (54' Cyriac), Van Damme Buzaglo (46' Seijas), Tchité          | 56' Gonzalez 90+2' Van Damme                                  |
| 6 november 2011 20:30 Stade Maurice Dufrasne Luik             | Standard Luik                                                               | 2-1                         | Club Brugge                             | Bolat Goreux, Ciman, Kanu, Pocognoli Seijas, Mujangi Bia (90+4' Mpoku), Vainqueur, Van Damme (34' Buyens) Cyriac (84' Batshuayi), Tchité         | 14' Ciman                                                     |
| 6 november 2011 20:30 Stade Maurice Dufrasne Luik             | 38' Tchité 60' Tchité                                                       | 1-0 2-0 2-1                 | 78' Dirar                               | Bolat Goreux, Ciman, Kanu, Pocognoli Seijas, Mujangi Bia (90+4' Mpoku), Vainqueur, Van Damme (34' Buyens) Cyriac (84' Batshuayi), Tchité         | 14' Ciman                                                     |
| 18 november 2011 20:30 Den Dreef Leuven                       | Oud-Heverlee Leuven                                                         | 1-3                         | Standard Luik                           | Bolat Goreux, Felipe, Kanu, Pocognoli Seijas (76' Buzaglo), Mujangi Bia (79' Buyens), Vainqueur, Van Damme Cyriac (88' Nacho Gonzalez), Tchité   |                                                               |
| 18 november 2011 20:30 Den Dreef Leuven                       | 34' Van Damme (own)                                                         | 0-1 0-2 1-2 1-3             | 14' Tchité 28' Tchité 45+3' Mujangi Bia | Bolat Goreux, Felipe, Kanu, Pocognoli Seijas (76' Buzaglo), Mujangi Bia (79' Buyens), Vainqueur, Van Damme Cyriac (88' Nacho Gonzalez), Tchité   |                                                               |
| 25 november 2011 20:30 Stade Maurice Dufrasne Luik            | Standard Luik                                                               | 3-2                         | KV Mechelen                             | Bolat Goreux, Felipe, Kanu, Pocognoli Seijas, Mujangi Bia, Vainqueur, Van Damme (66' Buyens) Cyriac (85' Batshuayi), Tchité                      | 18' Felipe 69' Seijas 78' Buyens                              |
| 25 november 2011 20:30 Stade Maurice Dufrasne Luik            | 13' Tchité 62' Cyriac 75' Seijas                                            | 1-0 2-0 2-1 3-1 3-2         | 64' De Witte 79' Oliveira               | Bolat Goreux, Felipe, Kanu, Pocognoli Seijas, Mujangi Bia, Vainqueur, Van Damme (66' Buyens) Cyriac (85' Batshuayi), Tchité                      | 18' Felipe 69' Seijas 78' Buyens                              |
| Terugronde                                                    |                                                                             |                             |                                         | |                                                               |
| 4 december 2011 18:00 Stade Maurice Dufrasne Luik             | Standard Luik                                                               | 0-0                         | AA Gent                                 | Bolat Goreux, Felipe, Kanu, Pocognoli Seijas, Vainqueur, Mujangi Bia (10' Mpoku) (85' Buyens), Van Damme Cyriac, Tchité                          | 80' Vainqueur 82' Pocognoli 90' Kanu                          |
| 4 december 2011 18:00 Stade Maurice Dufrasne Luik             |                                                                             |                             |                                         | Bolat Goreux, Felipe, Kanu, Pocognoli Seijas, Vainqueur, Mujangi Bia (10' Mpoku) (85' Buyens), Van Damme Cyriac, Tchité                          | 80' Vainqueur 82' Pocognoli 90' Kanu                          |
| 10 december 2011 20:00 Daknamstadion Lokeren                  | KSC Lokeren                                                                 | 1-1                         | Standard Luik                           | Bolat Goreux, Ciman, Felipe, Pocognoli Seijas, Mpoku (65' Gonzalez), Buyens, Van Damme Cyriac, Tchité                                            | 28' Seijas 54' Goreux 62' Bolat 64' Cimab 67' Van Damme       |
| 10 december 2011 20:00 Daknamstadion Lokeren                  | 64' Maric                                                                   | 1-0 1-1                     | 79' Cyriac                              | Bolat Goreux, Ciman, Felipe, Pocognoli Seijas, Mpoku (65' Gonzalez), Buyens, Van Damme Cyriac, Tchité                                            | 28' Seijas 54' Goreux 62' Bolat 64' Cimab 67' Van Damme       |
| 18 december 2011 14:30 Stade Maurice Dufrasne Luik            | Standard Luik                                                               | 0-0                         | KRC Genk                                | Bolat Goreux, Ciman, Felipe, Pocognoli Seijas, Gonzalez (31' Batshuayi), Buyens, Vainqueur, Mpoku (82' Berrier) Cyriac                           | 38' Cyriac 90+2' Pocognoli 90+3' Felipe                       |
| 18 december 2011 14:30 Stade Maurice Dufrasne Luik            |                                                                             |                             |                                         | Bolat Goreux, Ciman, Felipe, Pocognoli Seijas, Gonzalez (31' Batshuayi), Buyens, Vainqueur, Mpoku (82' Berrier) Cyriac                           | 38' Cyriac 90+2' Pocognoli 90+3' Felipe                       |
| 26 december 2011 18:00 Guldensporenstadion Kortrijk           | KV Kortrijk                                                                 | 2-0                         | Standard Luik                           | Moris Goreux, Ciman, Belhocine, Opare Seijas, Camara, Buyens, Mpoku (83' Menga) Cyriac, Batshuayi                                                | 56' Opare 69' Belhocine 90+3' Belhocine                       |
| 26 december 2011 18:00 Guldensporenstadion Kortrijk           | 80' De Mets 90+4' Joseph-Monrose                                            | 1-0 2-0                     |                                         | Moris Goreux, Ciman, Belhocine, Opare Seijas, Camara, Buyens, Mpoku (83' Menga) Cyriac, Batshuayi                                                | 56' Opare 69' Belhocine 90+3' Belhocine                       |
| 14 januari 2012 20:00 Stade Maurice Dufrasne Luik             | Standard Luik                                                               | 6-1                         | Beerschot AC                            | Bolat Goreux, Felipe, Kanu, Pocognoli Seijas (81' Gershon), Buyens, Vainqueur, Mujangi Bia (69' Mpoku) Cyriac (76' Gonzalez), Batshuayi          | 24' Buyens 30' Vainqueur                                      |
| 14 januari 2012 20:00 Stade Maurice Dufrasne Luik             | 32' Buyens 36' Mujangi Bia 44' Buyens 64' Cyriac 77' Gonzalez 80' Batshuayi | 1-0 2-0 3-0 3-1 4-1 5-1 6-1 | 57' MacDonald                           | Bolat Goreux, Felipe, Kanu, Pocognoli Seijas (81' Gershon), Buyens, Vainqueur, Mujangi Bia (69' Mpoku) Cyriac (76' Gonzalez), Batshuayi          | 24' Buyens 30' Vainqueur                                      |
| 22 januari 2012 20:30 't Kuipje Westerlo                      | KVC Westerlo                                                                | 0-0                         | Standard Luik                           | Bolat Goreux, Ciman, Felipe, Pocognoli (74' Bjarnason) Gershon, Buyens, Vainqueur, Belhocine Mujangi Bia, Batshuayi                              | 14' Felipe 32' Pocognoli                                      |
| 22 januari 2012 20:30 't Kuipje Westerlo                      |                                                                             |                             |                                         | Bolat Goreux, Ciman, Felipe, Pocognoli (74' Bjarnason) Gershon, Buyens, Vainqueur, Belhocine Mujangi Bia, Batshuayi                              | 14' Felipe 32' Pocognoli                                      |
| 26 januari 2012 20:30 Stade Maurice Dufrasne Luik             | Standard Luik                                                               | 2-1                         | RAEC Mons                               | Bolat Goreux, Ciman, Felipe, Gershon Gakpé (76' Mpoku), Vainqueur, Buyens, Mujangi Bia (90+1' Belhocine) Cyriac, Batshuayi (85' Bjarnason)       |                                                               |
| 26 januari 2012 20:30 Stade Maurice Dufrasne Luik             | 36' Cyriac 38' Batshuayi                                                    | 1-0 2-0 2-1                 | 80' Perbet                              | Bolat Goreux, Ciman, Felipe, Gershon Gakpé (76' Mpoku), Vainqueur, Buyens, Mujangi Bia (90+1' Belhocine) Cyriac, Batshuayi (85' Bjarnason)       |                                                               |
| 29 januari 2012 18:00 Jan Breydelstadion Brugge               | Cercle Brugge                                                               | 0-1                         | Standard Luik                           | Bolat Goreux, Ciman, Felipe, Pocognoli Gakpé (87' Gershon), Vainqueur, Buyens, Mujangi Bia (90+1' Belhocine) Cyriac, Batshuayi (68' Bjarnason)   | 30' Pocognoli 66' Gakpé 73' Bjarnason 90+3' Vainqueur         |
| 29 januari 2012 18:00 Jan Breydelstadion Brugge               |                                                                             | 0-1                         | 49' Batshuayi                           | Bolat Goreux, Ciman, Felipe, Pocognoli Gakpé (87' Gershon), Vainqueur, Buyens, Mujangi Bia (90+1' Belhocine) Cyriac, Batshuayi (68' Bjarnason)   | 30' Pocognoli 66' Gakpé 73' Bjarnason 90+3' Vainqueur         |
| 4 februari 2012 20:00 Herman Vanderpoortenstadion Lier        | Lierse SK                                                                   | 0-2                         | Standard Luik                           | Bolat Goreux, Ciman, Felipe, Pocognoli Gakpé (90+3' Gershon), Vainqueur, Buyens, Mujangi Bia (90+5' Belhocine) Cyriac, Batshuayi (69' Bjarnason) | 23' Bolat 28' Felipe 66' Vainqueur 89' Felipe 90+2' Vainqueur |
| 4 februari 2012 20:00 Herman Vanderpoortenstadion Lier        |                                                                             | 0-1 0-2                     | 34' Batshuayi 81' Cyriac                | Bolat Goreux, Ciman, Felipe, Pocognoli Gakpé (90+3' Gershon), Vainqueur, Buyens, Mujangi Bia (90+5' Belhocine) Cyriac, Batshuayi (69' Bjarnason) | 23' Bolat 28' Felipe 66' Vainqueur 89' Felipe 90+2' Vainqueur |
| 12 februari 2012 14:30 Stade Maurice Dufrasne Luik            | Standard Luik                                                               | 1-2                         | RSC Anderlecht                          | Bolat Goreux, Ciman, Kanu, Pocognoli Gakpé (80' Seijas), Buyens, Bjarnason (80' Batshuayi), Mujangi Bia (90+1' Mpoku) Cyriac, Tchité             | 45+1' Bjarnason 45+1' Kanu                                    |
| 12 februari 2012 14:30 Stade Maurice Dufrasne Luik            | 9' Tchité                                                                   | 1-0 1-1 1-2                 | 76' Juhasz 88' Mbokani                  | Bolat Goreux, Ciman, Kanu, Pocognoli Gakpé (80' Seijas), Buyens, Bjarnason (80' Batshuayi), Mujangi Bia (90+1' Mpoku) Cyriac, Tchité             | 45+1' Bjarnason 45+1' Kanu                                    |
| 19 februari 2012 18:00 Regenboogstadion Waregem               | Zulte Waregem                                                               | 4-2                         | Standard Luik                           | Moris Goreux, Ciman, Kanu, Gershon Seijas (46' Cyriac), Vainqueur (85' Ezekiel), Buyens, Gakpé (46' Bjarnason) Batshuayi, Tchité                 | 15' Seijas 81' Tchité 85' Buyens                              |
| 19 februari 2012 18:00 Regenboogstadion Waregem               | 33' De fauw 43' Habibou 53' Leye 62' Habibou                                | 0-1 1-1 2-1 3-1 4-1 4-2     | 25' Batshuayi 70' Buyens                | Moris Goreux, Ciman, Kanu, Gershon Seijas (46' Cyriac), Vainqueur (85' Ezekiel), Buyens, Gakpé (46' Bjarnason) Batshuayi, Tchité                 | 15' Seijas 81' Tchité 85' Buyens                              |
| 26 februari 2012 14:30 Stade Maurice Dufrasne Luik            | Standard Luik                                                               | 0-0                         | Sint-Truiden VV                         | Bolat Ciman, Felipe, Kanu, Pocognoli Goreux, Vainqueur (85' Ezekiel), Bjarnason (61' Belhocine), Gakpé (55' Cyriac) Batshuayi, Tchité            | 32' Kanu 83' Belhocine 89' Felipe                             |
| 26 februari 2012 14:30 Stade Maurice Dufrasne Luik            |                                                                             |                             |                                         | Bolat Ciman, Felipe, Kanu, Pocognoli Goreux, Vainqueur (85' Ezekiel), Bjarnason (61' Belhocine), Gakpé (55' Cyriac) Batshuayi, Tchité            | 32' Kanu 83' Belhocine 89' Felipe                             |
| 4 maart 2012 14:30 Jan Breydelstadion Brugge                  | Club Brugge                                                                 | 1-0                         | Standard Luik                           | Bolat Goreux, Ciman, Felipe, Pocognoli Gakpé (65' Van Damme), Vainqueur (86' Bjarnason), Buyens, Gershon Cyriac, Batshuayi (55' Tchité)          | 18' Felipe 78' Ciman 90+3' Tchité                             |
| 4 maart 2012 14:30 Jan Breydelstadion Brugge                  | 12' Refaelov                                                                | 1-0                         |                                         | Bolat Goreux, Ciman, Felipe, Pocognoli Gakpé (65' Van Damme), Vainqueur (86' Bjarnason), Buyens, Gershon Cyriac, Batshuayi (55' Tchité)          | 18' Felipe 78' Ciman 90+3' Tchité                             |
| 18 maart 2012 14:30 Stade Maurice Dufrasne Luik               | Standard Luik                                                               | 4-0                         | Oud-Heverlee Leuven                     | Bolat Goreux, Felipe, Belhocine, Pocognoli (68' Buyens) Gakpé, Gershon, Van Damme Cyriac (43' Vainqueur), Batshuayi, Tchité (59' Bjarnason)      |                                                               |
| 18 maart 2012 14:30 Stade Maurice Dufrasne Luik               | 7' Tchité 48' Van Damme 61' Felipe 66' Van Damme                            | 1-0 2-0 3-0 4-0             |                                         | Bolat Goreux, Felipe, Belhocine, Pocognoli (68' Buyens) Gakpé, Gershon, Van Damme Cyriac (43' Vainqueur), Batshuayi, Tchité (59' Bjarnason)      |                                                               |
| 21 maart 2012 20:30 Achter de Kazerne Mechelen                | KV Mechelen                                                                 | 1-2                         | Standard Luik                           | Bolat Opare, Ciman, Kanu, Gershon Goreux, Buyens, Belhocine (46' Van Damme), Bjarnason, Seijas (46' Gakpé) Batshuayi (88' Mujangi Bia)           | 43' Belhocine 74' Gershon 76' Kanu 78' Ciman 78' Bolat        |
| 21 maart 2012 20:30 Achter de Kazerne Mechelen                | 36' Gorius                                                                  | 1-0 1-1 1-2                 | 66' Biebauw (own) 80' Batshuayi         | Bolat Opare, Ciman, Kanu, Gershon Goreux, Buyens, Belhocine (46' Van Damme), Bjarnason, Seijas (46' Gakpé) Batshuayi (88' Mujangi Bia)           | 43' Belhocine 74' Gershon 76' Kanu 78' Ciman 78' Bolat        |
| Play-off I                                                    |                                                                             |                             |                                         | |                                                               |
| 31 maart 2012 18:00 Jules Ottenstadion Gent                   | AA Gent                                                                     | 3-0                         | Standard Luik                           | Bolat Goreux, Felipe (74' Belhocine), Gershon, Pocognoli Mujangi Bia (75' Seijas), Vainqueur (64' Batshuayi), Buyens, Van Damme Gakpé, Tchité    | 20' Mujangi Bia 53' Vainqueur 90+3' Goreux                    |
| 31 maart 2012 18:00 Jules Ottenstadion Gent                   | 12' Coulibaly 66' Ljubijankic 85' Mboyo                                     | 1-0 2-0 3-0                 |                                         | Bolat Goreux, Felipe (74' Belhocine), Gershon, Pocognoli Mujangi Bia (75' Seijas), Vainqueur (64' Batshuayi), Buyens, Van Damme Gakpé, Tchité    | 20' Mujangi Bia 53' Vainqueur 90+3' Goreux                    |
| 6 april 2012 20:30 Stade Maurice Dufrasne Luik                | Standard Luik                                                               | 0-0                         | RSC Anderlecht                          | Bolat Goreux, Felipe, Kanu, Pocognoli Seijas (81' Mujangi Bia), Buyens, Gonzalez, Van Damme Batshuayi (64' Gakpé), Tchité                        | 12' Van Damme 75' Buyens                                      |
| 6 april 2012 20:30 Stade Maurice Dufrasne Luik                |                                                                             |                             |                                         | Bolat Goreux, Felipe, Kanu, Pocognoli Seijas (81' Mujangi Bia), Buyens, Gonzalez, Van Damme Batshuayi (64' Gakpé), Tchité                        | 12' Van Damme 75' Buyens                                      |
| 12 april 2012 20:30 Stade Maurice Dufrasne Luik               | Standard Luik                                                               | 1-1                         | Club Brugge                             | Bolat Goreux, Ciman, Felipe, Pocognoli (49' Gershon) Seijas (90+4' Ezekiel), Gakpé, Buyens, Van Damme Gonzalez (90+1' Bjarnason), Tchité         | 11' Buyens 41' Pocognoli 85' Gakpé                            |
| 12 april 2012 20:30 Stade Maurice Dufrasne Luik               | 67' Tchité                                                                  | 1-0 1-1                     | 90+3' Donk                              | Bolat Goreux, Ciman, Felipe, Pocognoli (49' Gershon) Seijas (90+4' Ezekiel), Gakpé, Buyens, Van Damme Gonzalez (90+1' Bjarnason), Tchité         | 11' Buyens 41' Pocognoli 85' Gakpé                            |
| 15 april 2012 20:30 Guldensporenstadion Kortrijk              | KV Kortrijk                                                                 | 1-1                         | Standard Luik                           | Bolat Goreux, Ciman, Felipe, Gershon Seijas (46' Buyens), Vainqueur, Ezekiel (60' Batshuayi), Van Damme Gakpé (85' Mujangi Bia), Tchité          | 8' Goreux 56' Gershon 59' Vainqueur                           |
| 15 april 2012 20:30 Guldensporenstadion Kortrijk              | 9' Nfor                                                                     | 1-0 1-1                     | 10' Tchité                              | Bolat Goreux, Ciman, Felipe, Gershon Seijas (46' Buyens), Vainqueur, Ezekiel (60' Batshuayi), Van Damme Gakpé (85' Mujangi Bia), Tchité          | 8' Goreux 56' Gershon 59' Vainqueur                           |
| 22 april 2012 20:30 Cristal Arena Genk                        | KRC Genk                                                                    | 3-2                         | Standard Luik                           | Bolat Opare, Ciman, Felipe, Pocognoli Mujangi Bia (70' Gakpé), Vainqueur (76' Seijas), Buyens, Van Damme Gonzalez, Tchité (34' Batshuayi)        | 22' Ciman 57' Buyens 62' Van Damme 65' Batshuayi 83' Gonzalez |
| 22 april 2012 20:30 Cristal Arena Genk                        | 52' Pocognoli (own) 58' Vossen 75' Benteke                                  | 0-1 0-2 1-2 2-2 3-2         | 3' Tchité 31' Buyens                    | Bolat Opare, Ciman, Felipe, Pocognoli Mujangi Bia (70' Gakpé), Vainqueur (76' Seijas), Buyens, Van Damme Gonzalez, Tchité (34' Batshuayi)        | 22' Ciman 57' Buyens 62' Van Damme 65' Batshuayi 83' Gonzalez |
| 28 april 2012 20:30 Stade Maurice Dufrasne Luik               | Standard Luik                                                               | 2-0                         | KV Kortrijk                             | Moris Opare, Ciman, Felipe, Pocognoli Seijas (85' Mpoku), Goreux, Buyens, Van Damme Gonzalez (81' Bjarnason), Ezekiel (68' Gakpé)                | 12' Opare 26' Pocognoli                                       |
| 28 april 2012 20:30 Stade Maurice Dufrasne Luik               | 44' Seijas 59' Gonzalez                                                     | 1-0 2-0                     |                                         | Moris Opare, Ciman, Felipe, Pocognoli Seijas (85' Mpoku), Goreux, Buyens, Van Damme Gonzalez (81' Bjarnason), Ezekiel (68' Gakpé)                | 12' Opare 26' Pocognoli                                       |
| 1 mei 2012 14:30 Jan Breydelstadion Brugge                    | Club Brugge                                                                 | 2-0                         | Standard Luik                           | Moris Opare (46' Gakpé), Ciman, Gershon, Pocognoli Seijas (72' Bjarnason), Goreux, Buyens, Van Damme Gonzalez, Ezekiel (56' Mpoku)               | 23' Buyens 85' Bjarnason 89' Ciman                            |
| 1 mei 2012 14:30 Jan Breydelstadion Brugge                    | 7' Vázquez 73' Zimling                                                      | 1-0 2-0                     |                                         | Moris Opare (46' Gakpé), Ciman, Gershon, Pocognoli Seijas (72' Bjarnason), Goreux, Buyens, Van Damme Gonzalez, Ezekiel (56' Mpoku)               | 23' Buyens 85' Bjarnason 89' Ciman                            |
| 6 mei 2012 18:00 Stade Maurice Dufrasne Luik                  | Standard Luik                                                               | 2-3                         | KRC Genk                                | Moris Goreux (90' Mujangi Bia), Ciman, Kanu, Opare Gakpé, Buyens (85' Bjarnason), Van Damme, Seijas Gonzalez, Ezekiel (63' Mpoku)                | 28' Kanu 72' Mpoku                                            |
| 6 mei 2012 18:00 Stade Maurice Dufrasne Luik                  | 35' Ezekiel 63' Seijas                                                      | 1-0 1-1 1-2 2-2 2-3         | 46' Tőzsér 56' Vossen 88' Benteke       | Moris Goreux (90' Mujangi Bia), Ciman, Kanu, Opare Gakpé, Buyens (85' Bjarnason), Van Damme, Seijas Gonzalez, Ezekiel (63' Mpoku)                | 28' Kanu 72' Mpoku                                            |
| 10 mei 2012 20:30 Stade Maurice Dufrasne Luik                 | Standard Luik                                                               | 2-1                         | AA Gent                                 | Moris Goreux (58' Opare), Ciman, Felipe, Pocognoli Seijas, Gonzalez, Buyens (83' Belhocine), Van Damme (66' Bjarnason) Mujangi Bia, Gakpé        | 73' Pocognoli                                                 |
| 10 mei 2012 20:30 Stade Maurice Dufrasne Luik                 | 44' Seijas 73' Gakpé                                                        | 0-1 1-1 2-1                 | 11' Brüls                               | Moris Goreux (58' Opare), Ciman, Felipe, Pocognoli Seijas, Gonzalez, Buyens (83' Belhocine), Van Damme (66' Bjarnason) Mujangi Bia, Gakpé        | 73' Pocognoli                                                 |
| 13 mei 2012 14:30 Constant Vanden Stockstadion Anderlecht     | RSC Anderlecht                                                              | 3-0                         | Standard Luik                           | Moris Opare, Felipe, Kanu, Gershon Seijas (83' Belhocine), Gonzalez, Bjarnason (76' Mpoku), Van Damme Mujangi Bia (64' Batshuayi), Gakpé         | 45+2' Gonzalez                                                |
| 13 mei 2012 14:30 Constant Vanden Stockstadion Anderlecht     | 28' Mbokani 66' Suarez 80' Canesin                                          | 1-0 2-0 3-0                 |                                         | Moris Opare, Felipe, Kanu, Gershon Seijas (83' Belhocine), Gonzalez, Bjarnason (76' Mpoku), Van Damme Mujangi Bia (64' Batshuayi), Gakpé         | 45+2' Gonzalez                                                |

- De wedstrijd tegen KRC Genk (18 september 2011) werd een kwartier stilgelegd na kwetsende spreekkoren van de thuissupporters.
- In de play-offs nam Standard het op 22 april 2012 op tegen Genk. Sinan Bolat blesseerde zich in het slot van de partij en omdat Standard zijn drie wissels al had opgebruikt, maakte Jelle Van Damme de wedstrijd af als doelman.

### Overzicht
| Speeldag  | 1 | 2 | 3  | 4 | 5 | 6  | 7  | 8  | 9  | 10 | 11 | 12 | 13 | 14 | 15 | 16 | 17 | 18 | 19 | 20 | 21 | 22 | 23 | 24 | 25 | 26 | 27 | 28 | 29 | 30 |  | 1  | 2  | 3  | 4  | 5  | 6  | 7  | 8  | 9  | 10 |
| --------- | - | - | -- | - | - | -- | -- | -- | -- | -- | -- | -- | -- | -- | -- | -- | -- | -- | -- | -- | -- | -- | -- | -- | -- | -- | -- | -- | -- | -- |  | -- | -- | -- | -- | -- | -- | -- | -- | -- | -- |
| Resultaat | g | w | v  | w | g | w  | v  | g  | w  | v  | w  | g  | w  | w  | w  | g  | g  | g  | v  | w  | g  | w  | w  | w  | v  | v  | g  | v  | w  | w  |  | v  | g  | g  | g  | v  | w  | v  | v  | w  | v  |
| Punten    | 1 | 4 | 4  | 7 | 8 | 11 | 11 | 12 | 15 | 15 | 18 | 19 | 22 | 25 | 28 | 29 | 30 | 31 | 31 | 34 | 35 | 38 | 41 | 44 | 44 | 44 | 45 | 45 | 48 | 51 |  | 26 | 27 | 28 | 29 | 29 | 32 | 32 | 32 | 35 | 35 |
| Positie   | 9 | 2 | 10 | 4 | 7 | 5  | 8  | 7  | 5  | 6  | 5  | 7  | 5  | 5  | 4  | 4  | 6  | 4  | 5  | 5  | 4  | 4  | 4  | 4  | 4  | 4  | 5  | 5  | 4  | 4  |  | 4  | 5  | 5  | 5  | 5  | 5  | 5  | 5  | 5  | 5  |

### Klassement voor de Play-offs
| Pl. | Club                | Wed | W  | V  | G  | +  | –  | Ptn. | Play-off     |
| --- | ------------------- | --- | -- | -- | -- | -- | -- | ---- | ------------ |
| 1   | RSC Anderlecht      | 30  | 20 | 3  | 7  | 61 | 26 | 67   | Play-off I   |
| 2   | Club Brugge         | 30  | 19 | 7  | 4  | 51 | 32 | 61   | Play-off I   |
| 3   | AA Gent             | 30  | 17 | 8  | 5  | 63 | 35 | 56   | Play-off I   |
| 4   | Standard Luik       | 30  | 14 | 7  | 9  | 43 | 33 | 51   | Play-off I   |
| 5   | KRC Genk            | 30  | 13 | 10 | 7  | 60 | 44 | 46   | Play-off I   |
| 6   | KV Kortrijk         | 30  | 13 | 10 | 7  | 39 | 36 | 46   | Play-off I   |
| 7   | Cercle Brugge       | 30  | 13 | 10 | 7  | 36 | 37 | 46   | Play-off II  |
| 8   | KSC Lokeren         | 30  | 11 | 8  | 11 | 48 | 40 | 44   | Play-off II  |
| 9   | KV Mechelen         | 30  | 10 | 13 | 7  | 40 | 50 | 37   | Play-off II  |
| 10  | RAEC Mons           | 30  | 9  | 12 | 9  | 50 | 55 | 36   | Play-off II  |
| 11  | Beerschot AC        | 30  | 9  | 12 | 9  | 45 | 51 | 36   | Play-off II  |
| 12  | Lierse SK           | 30  | 6  | 11 | 13 | 24 | 36 | 31   | Play-off II  |
| 13  | SV Zulte Waregem    | 30  | 6  | 12 | 12 | 32 | 38 | 30   | Play-off II  |
| 14  | Oud-Heverlee Leuven | 30  | 7  | 15 | 8  | 38 | 58 | 29   | Play-off II  |
| 15  | KVC Westerlo        | 30  | 5  | 20 | 5  | 29 | 59 | 20   | Play-off III |
| 16  | Sint-Truidense VV   | 30  | 3  | 17 | 10 | 32 | 61 | 19   | Play-off III |

### Klassement Play-off I
|           | #  | Club           | GS | W | G | V | DV | DT | DS | PTN |
| --------- | -- | -------------- | -- | - | - | - | -- | -- | -- | --- |
| K         | 1. | RSC Anderlecht | 10 | 5 | 3 | 2 | 16 | 8  | +8 | 52  |
| CL        | 2. | Club Brugge    | 10 | 5 | 2 | 3 | 14 | 11 | +3 | 48  |
| EL        | 3. | KRC Genk       | 10 | 6 | 0 | 4 | 19 | 19 | 0  | 41  |
| (barrage) | 4. | AA Gent        | 10 | 4 | 0 | 6 | 16 | 16 | 0  | 40  |
|           | 5. | Standard Luik  | 10 | 2 | 3 | 5 | 10 | 17 | −7 | 35  |
|           | 6. | KV Kortrijk    | 10 | 3 | 2 | 5 | 16 | 20 | −4 | 34  |

## Beker van België
Standard speelde op 21 september in de 1/16 finale van de Beker van België tegen derdeklasser Hoogstraten VV. Het won met 8-2. In de 1/8 finale wonnen de Rouches met 1-2 tegen SV Zulte Waregem. Standard scoorde in dat duel in de laatste minuut van op de stip het winnende doelpunt. In de kwartfinale won Standard in de heenwedstrijd met 1-2 van Lierse SK, maar in de terugwedstrijd stond na 90 minuten dezelfde score op het bord. Er kwamen verlengingen en daarin bleek Lierse de sterkste ploeg. Standard verloor de wedstrijd uiteindelijk met 2-4.

### Wedstrijden
| Beker van België                                        |                                                                                        |                                         |                                                   | |                                               |
| Wedstrijddetails                                        | Thuisploeg                                                                             | Uitslag                                 | Uitploeg                                          | Opstelling | Kaarten                                       |
| 1/16 finale                                             |                                                                                        |                                         |                                                   | |                                               |
| 21 september 2011 20:00 Stade Maurice Dufrasne Luik     | Standard Luik                                                                          | 8-2                                     | Hoogstraten VV (III)                              | Moris Goreux, Ciman, Belhocine (55' Buyens), Pocognoli Mujangi Bia, Gonzalez, Vainqueur, Van Damme (53' Seijas) Nong, Tchité               |                                               |
| 21 september 2011 20:00 Stade Maurice Dufrasne Luik     | 23' Tchité 28' Tchité 31' Van Damme 37' Tchité 44' Nong 67' Buyens 68' Seijas 71' Nong | 0-1 1-1 1-2 2-2 3-2 4-2 5-2 6-2 7-2 8-2 | 21' Mathyssen 25' Fockaert                        | Moris Goreux, Ciman, Belhocine (55' Buyens), Pocognoli Mujangi Bia, Gonzalez, Vainqueur, Van Damme (53' Seijas) Nong, Tchité               |                                               |
| 1/8 finale                                              |                                                                                        |                                         |                                                   | |                                               |
| 26 oktober 2011 20:00 Regenboogstadion Waregem          | Zulte Waregem                                                                          | 1-2                                     | Standard Luik                                     | Bolat Goreux, Ciman, Van Damme, Pocognoli Seijas, Buyens, Vainqueur, Gonzalez Buzaglo, Cyriac                                              | 35' Ciman 52' Vainqueur                       |
| 26 oktober 2011 20:00 Regenboogstadion Waregem          | 68' Sivakov                                                                            | 0-1 1-1 1-2                             | 45' Van Damme 90' Gonzalez                        | Bolat Goreux, Ciman, Van Damme, Pocognoli Seijas, Buyens, Vainqueur, Gonzalez Buzaglo, Cyriac                                              | 35' Ciman 52' Vainqueur                       |
| 1/4 finale                                              |                                                                                        |                                         |                                                   | |                                               |
| 21 december 2011 20:30 Herman Vanderpoortenstadion Lier | Lierse SK                                                                              | 1-2                                     | Standard Luik                                     | Moris Goreux, Ciman, Belhocine, Pocognoli (52' Opare) Seijas, Buyens, Vainqueur, Mpoku Cyriac, Batshuayi (71' Berrier)                     | 37' Goreux 44' Belhocine 62' Seijas 76' Opare |
| 21 december 2011 20:30 Herman Vanderpoortenstadion Lier | 47' Bidaoui                                                                            | 0-1 0-2 1-2                             | 12' Batshuayi 30' Batshuayi                       | Moris Goreux, Ciman, Belhocine, Pocognoli (52' Opare) Seijas, Buyens, Vainqueur, Mpoku Cyriac, Batshuayi (71' Berrier)                     | 37' Goreux 44' Belhocine 62' Seijas 76' Opare |
| 18 januari 2012 20:30 Stade Maurice Dufrasne Luik       | Standard Luik                                                                          | 2-4                                     | Lierse SK                                         | Bolat Goreux, Kanu, Felipe, Pocognoli Seijas, Buyens, Vainqueur (100' Mpoku), Mujangi Bia (82' Bjarnason) Cyriac, Batshuayi (61' Gonzalez) | 66' Buyens 113' Seijas                        |
| 18 januari 2012 20:30 Stade Maurice Dufrasne Luik       | 84' Vainqueur 118' Maric (own)                                                         | 0-1 1-1 1-2 1-3 2-3 2-4                 | 67' Maric 90' Grncarov 101' Bidaoui 119' Adesanya | Bolat Goreux, Kanu, Felipe, Pocognoli Seijas, Buyens, Vainqueur (100' Mpoku), Mujangi Bia (82' Bjarnason) Cyriac, Batshuayi (61' Gonzalez) | 66' Buyens 113' Seijas                        |

## Europees
Op 15 juli 2011 werd er geloot voor de laatste voorronde van de UEFA Champions League. Standard nam het op tegen het Zwitserse FC Zürich en kwam thuis niet verder dan een 1-1 gelijkspel. In de terugwedstrijd verloren de Rouches nieuwkomer Yoni Buyens na een rode kaart. Zürich maakte het af en won met het kleinste verschil.
In de play-offs van de UEFA Europa League won Standard met 1-0 van het Zweedse Helsingborgs IF. De Rouches maakten het een week later af door overtuigend met 1-3 te winnen op verplaatsing. Een dag later werd geloot voor de groepsfase van de Europa League. Standard nam het daarin op tegen het Oekraïense Vorskla Poltava, het Deense FC Kopenhagen en het Duitse Hannover 96. Op de voorlaatste speeldag won Standard met 2-0 van Hannover waardoor het zeker was van groepswinst.
In de 1/16 finale speelden de Rouches tegen Wisła Kraków. In Polen werd het 1-1, in eigen huis eindigde de wedstrijd op een scoreloos gelijkspel. Standard had aan één uitdoelpunt genoeg om door te stoten. In de 1/8 finale ontmoette Standard opnieuw Hannover, dat een ronde eerder Club Brugge had uitgeschakeld. De Duitse club had tijdens de winterstop heel wat versterkingen in huis gehaald en bleek ditmaal een maatje te groot voor de Rouches. Standard speelde in eigen huis 2-2 gelijk, maar ging in Hannover met 4-0 onderuit.

### Wedstrijden
| UEFA Champions League                               |                                                    |                 |                                  | |                                                   |
| Wedstrijddetails                                    | Thuisploeg                                         | Uitslag         | Uitploeg                         | Opstelling | Kaarten                                           |
| Derde voorronde                                     |                                                    |                 |                                  | |                                                   |
| 27 juli 2011 20:15 Stade Maurice Dufrasne Luik      | Standard Luik                                      | 1-1             | FC Zürich                        | Bolat Opare, Felipe, Kanu, Pocognoli (89' Benteke) Leye, Camara (84' Gonzalez), Buyens, Van Damme Nong (84' Batshuayi), Tchité             | 66' Van Damme                                     |
| 27 juli 2011 20:15 Stade Maurice Dufrasne Luik      | 90+1' Gonzalez                                     | 0-1 1-1         | 78' Mehmedi                      | Bolat Opare, Felipe, Kanu, Pocognoli (89' Benteke) Leye, Camara (84' Gonzalez), Buyens, Van Damme Nong (84' Batshuayi), Tchité             | 66' Van Damme                                     |
| 3 augustus 2011 20:15 Letzigrund Zürich             | FC Zürich                                          | 1-0             | Standard Luik                    | Bolat Opare (33' Goreux), Kanu, Felipe, Pocognoli (63' Benteke) Leye, Buyens, Gonzalez, Van Damme Nong (63' Camara), Tchité                | 20' Leye 21' Buyens 23' Van Damme 45' Felipe      |
| 3 augustus 2011 20:15 Letzigrund Zürich             | 57' Mehmedi                                        | 1-0             |                                  | Bolat Opare (33' Goreux), Kanu, Felipe, Pocognoli (63' Benteke) Leye, Buyens, Gonzalez, Van Damme Nong (63' Camara), Tchité                | 20' Leye 21' Buyens 23' Van Damme 45' Felipe      |
| UEFA Europa League                                  |                                                    |                 |                                  | |                                                   |
| Wedstrijddetails                                    | Thuisploeg                                         | Uitslag         | Uitploeg                         | Opstelling | Kaarten                                           |
| Play-off                                            |                                                    |                 |                                  | |                                                   |
| 18 augustus 2011 20:15 Stade Maurice Dufrasne Luik  | Standard Luik                                      | 1-0             | Helsingborgs IF                  | Bolat Goreux, Kanu, Felipe, Pocognoli Leye (83' Nong), Belhocine, Camara, Berrier (75' Mujangi Bia) Benteke (90' Eninful), Tchité          | 82' Benteke 85' Kanu 87' Belhocine 78' Bolat      |
| 18 augustus 2011 20:15 Stade Maurice Dufrasne Luik  | 61' Tchité                                         | 1-0             |                                  | Bolat Goreux, Kanu, Felipe, Pocognoli Leye (83' Nong), Belhocine, Camara, Berrier (75' Mujangi Bia) Benteke (90' Eninful), Tchité          | 82' Benteke 85' Kanu 87' Belhocine 78' Bolat      |
| 25 augustus 2011 20:15 Olympia Stadion Helsingborg  | Helsingborgs IF                                    | 1-3             | Standard Luik                    | Bolat Opare, Kanu, Felipe, Pocognoli Buyens, Belhocine, Berrier (74' Camara), Van Damme Leye (84' Mujangi Bia), Benteke (67' Nong)         | 19' Opare 34' Pocognoli 61' Felipe                |
| 25 augustus 2011 20:15 Olympia Stadion Helsingborg  | 62' Jönsson                                        | 0-1 0-2 1-2 1-3 | 15' Leye 34' Berrier 70' Kanu    | Bolat Opare, Kanu, Felipe, Pocognoli Buyens, Belhocine, Berrier (74' Camara), Van Damme Leye (84' Mujangi Bia), Benteke (67' Nong)         | 19' Opare 34' Pocognoli 61' Felipe                |
| Groepsfase                                          |                                                    |                 |                                  | |                                                   |
| 15 september 2011 19:00 AWD-Arena Hannover          | Hannover 96                                        | 0-0             | Standard Luik                    | Bolat Opare, Kanu, Felipe, Pocognoli Mujangi Bia (75' Buzaglo), Buyens, Vainqueur, Berrier (83' Gonzalez), Van Damme Cyriac (68' Tchité)   | 9' Vainqueur 24' Van Damme 58' Felipe             |
| 15 september 2011 19:00 AWD-Arena Hannover          |                                                    |                 |                                  | Bolat Opare, Kanu, Felipe, Pocognoli Mujangi Bia (75' Buzaglo), Buyens, Vainqueur, Berrier (83' Gonzalez), Van Damme Cyriac (68' Tchité)   | 9' Vainqueur 24' Van Damme 58' Felipe             |
| 29 september 2011 21:05 Stade Maurice Dufrasne Luik | Standard Luik                                      | 3-0             | FC Kopenhagen                    | Bolat Opare, Felipe, Kanu, Pocognoli Berrier, Vainqueur, Van Damme Seijas (89' Gonzalez), Leye (83' Cyriac), Buzaglo (47' Tchité)          | 28' Kanu 60' Van Damme 90+1' Bolat                |
| 29 september 2011 21:05 Stade Maurice Dufrasne Luik | 58' Seijas 73' Felipe 78' Kanu                     | 1-0 2-0 3-0     |                                  | Bolat Opare, Felipe, Kanu, Pocognoli Berrier, Vainqueur, Van Damme Seijas (89' Gonzalez), Leye (83' Cyriac), Buzaglo (47' Tchité)          | 28' Kanu 60' Van Damme 90+1' Bolat                |
| 20 oktober 2011 21:05 Stade Maurice Dufrasne Luik   | Standard Luik                                      | 0-0             | Vorskla Poltava                  | Bolat Opare, Felipe, Kanu, Pocognoli Seijas, Buyens (84' Buzaglo), Vainqueur, Van Damme (53' Gonzalez) Mujangi Bia (90' Batshuayi), Cyriac | 79' Vainqueur                                     |
| 20 oktober 2011 21:05 Stade Maurice Dufrasne Luik   |                                                    |                 |                                  | Bolat Opare, Felipe, Kanu, Pocognoli Seijas, Buyens (84' Buzaglo), Vainqueur, Van Damme (53' Gonzalez) Mujangi Bia (90' Batshuayi), Cyriac | 79' Vainqueur                                     |
| 3 november 2011 19:00 Vorsklastadion Poltava        | Vorskla Poltava                                    | 1-3             | Standard Luik                    | Bolat Goreux, Ciman, Kanu, Pocognoli Seijas (88' Gonzalez), Mujangi Bia (83' Batshuayi), Vainqueur, Van Damme Cyriac (72' Buyens), Tchité  | 24' Van Damme 25' Seijas 61' Kanu 68' Mujangi Bia |
| 3 november 2011 19:00 Vorsklastadion Poltava        | 6' Kurylov                                         | 1-0 1-1 1-2 1-3 | 18' Seijas 45+4' Kanu 75' Tchité | Bolat Goreux, Ciman, Kanu, Pocognoli Seijas (88' Gonzalez), Mujangi Bia (83' Batshuayi), Vainqueur, Van Damme Cyriac (72' Buyens), Tchité  | 24' Van Damme 25' Seijas 61' Kanu 68' Mujangi Bia |
| 30 november 2011 21:05 Stade Maurice Dufrasne Luik  | Standard Luik                                      | 2-0             | Hannover 96                      | Bolat Goreux, Felipe, Kanu, Pocognoli Seijas, Vainqueur, Mujangi Bia (90+1' Buzaglo), Buyens (89' Belhocine) Cyriac (87' Gonzalez), Tchité |                                                   |
| 30 november 2011 21:05 Stade Maurice Dufrasne Luik  | 26' Tchité 59' Cyriac                              | 1-0 2-0         |                                  | Bolat Goreux, Felipe, Kanu, Pocognoli Seijas, Vainqueur, Mujangi Bia (90+1' Buzaglo), Buyens (89' Belhocine) Cyriac (87' Gonzalez), Tchité |                                                   |
| 15 december 2011 19:00 Parken Kopenhagen            | FC Kopenhagen                                      | 0-1             | Standard Luik                    | Moris Ciman, Belhocine, Kanu, Pocognoli (57' Felipe) Goreux, Gonzalez (76' Seijas), Camara, Buyens, Berrier Batshuayi (83' Cyriac)         | 26' Goreux                                        |
| 15 december 2011 19:00 Parken Kopenhagen            |                                                    | 0-1             | 32' Batshuayi                    | Moris Ciman, Belhocine, Kanu, Pocognoli (57' Felipe) Goreux, Gonzalez (76' Seijas), Camara, Buyens, Berrier Batshuayi (83' Cyriac)         | 26' Goreux                                        |
| 1/16 finale                                         |                                                    |                 |                                  | |                                                   |
| 16 februari 2012 20:15 Wisłastadion Krakau          | Wisła Kraków                                       | 1-1             | Standard Luik                    | Bolat Goreux (46' Ciman), Felipe, Kanu, Pocognoli Seijas (81' Bjarnason), Vainqueur, Buyens, Gakpé (70' Batshuayi) Cyriac, Tchité          | 19' Goreux 87' Kanu 90+2' Vainqueur               |
| 16 februari 2012 20:15 Wisłastadion Krakau          | 88' Genkov                                         | 0-1 1-1         | 28' Cyriac                       | Bolat Goreux (46' Ciman), Felipe, Kanu, Pocognoli Seijas (81' Bjarnason), Vainqueur, Buyens, Gakpé (70' Batshuayi) Cyriac, Tchité          | 19' Goreux 87' Kanu 90+2' Vainqueur               |
| 23 februari 2012 20:15 Stade Maurice Dufrasne Luik  | Standard Luik                                      | 0-0             | Wisła Kraków                     | Bolat Goreux (90' Gakpé), Ciman, Felipe, Pocognoli Bjarnason, Belhocine, Buyens, Gershon Cyriac (90+4' Opare), Tchité (86' Batshuayi)      | 32' Bjarnason 53' Goreux 81' Cyriac 90+5' Gakpé   |
| 23 februari 2012 20:15 Stade Maurice Dufrasne Luik  |                                                    |                 |                                  | Bolat Goreux (90' Gakpé), Ciman, Felipe, Pocognoli Bjarnason, Belhocine, Buyens, Gershon Cyriac (90+4' Opare), Tchité (86' Batshuayi)      | 32' Bjarnason 53' Goreux 81' Cyriac 90+5' Gakpé   |
| 1/8 finale                                          |                                                    |                 |                                  | |                                                   |
| 8 maart 2012 21:05 Stade Maurice Dufrasne Luik      | Standard Luik                                      | 2-2             | Hannover 96                      | Bolat Ciman, Kanu, Felipe, Pocognoli Gakpé (89' Bjarnason), Vainqueur, Buyens, Van Damme (80' Seijas) Cyriac (89' Batshuayi), Tchité       | 62' Ciman                                         |
| 8 maart 2012 21:05 Stade Maurice Dufrasne Luik      | 28' Buyens 31' Tchité                              | 0-1 1-1 2-1 2-2 | 23' Stindl 57' Diouf             | Bolat Ciman, Kanu, Felipe, Pocognoli Gakpé (89' Bjarnason), Vainqueur, Buyens, Van Damme (80' Seijas) Cyriac (89' Batshuayi), Tchité       | 62' Ciman                                         |
| 15 maart 2012 19:00 AWD-Arena Hannover              | Hannover 96                                        | 4-0             | Standard Luik                    | Bolat Ciman (25' Opare), Felipe, Kanu, Pocognoli Gakpé, Buyens, Vainqueur, Van Damme (68' Seijas) Cyriac (82' Batshuayi), Tchité           | 19' Gakpé 27' Opare 59' Gakpé 62' Van Damme       |
| 15 maart 2012 19:00 AWD-Arena Hannover              | 5' Abdellaoue 22' Kanu (own) 74' Konan 90+3' Pinto | 1-0 2-0 3-0 4-0 |                                  | Bolat Ciman (25' Opare), Felipe, Kanu, Pocognoli Gakpé, Buyens, Vainqueur, Van Damme (68' Seijas) Cyriac (82' Batshuayi), Tchité           | 19' Gakpé 27' Opare 59' Gakpé 62' Van Damme       |

### Groepsfase Europa League
| Groep B | Groep B         | Groep B | Groep B | Groep B | Groep B | Groep B | Groep B | Groep B | Groep B |
|         |                 | P       | W       | G       | V       | +       | -       | DS      | Ptn     |
| ------- | --------------- | ------- | ------- | ------- | ------- | ------- | ------- | ------- | ------- |
| 1.      | Standard Luik   | 6       | 4       | 2       | 0       | 9       | 1       | +8      | 14      |
| 2.      | Hannover 96     | 6       | 3       | 2       | 1       | 9       | 7       | +2      | 11      |
| 3.      | FC Kopenhagen   | 6       | 1       | 2       | 3       | 5       | 9       | −4      | 5       |
| 4.      | Vorskla Poltava | 6       | 0       | 2       | 4       | 4       | 10      | −6      | 2       |

## Afbeeldingen

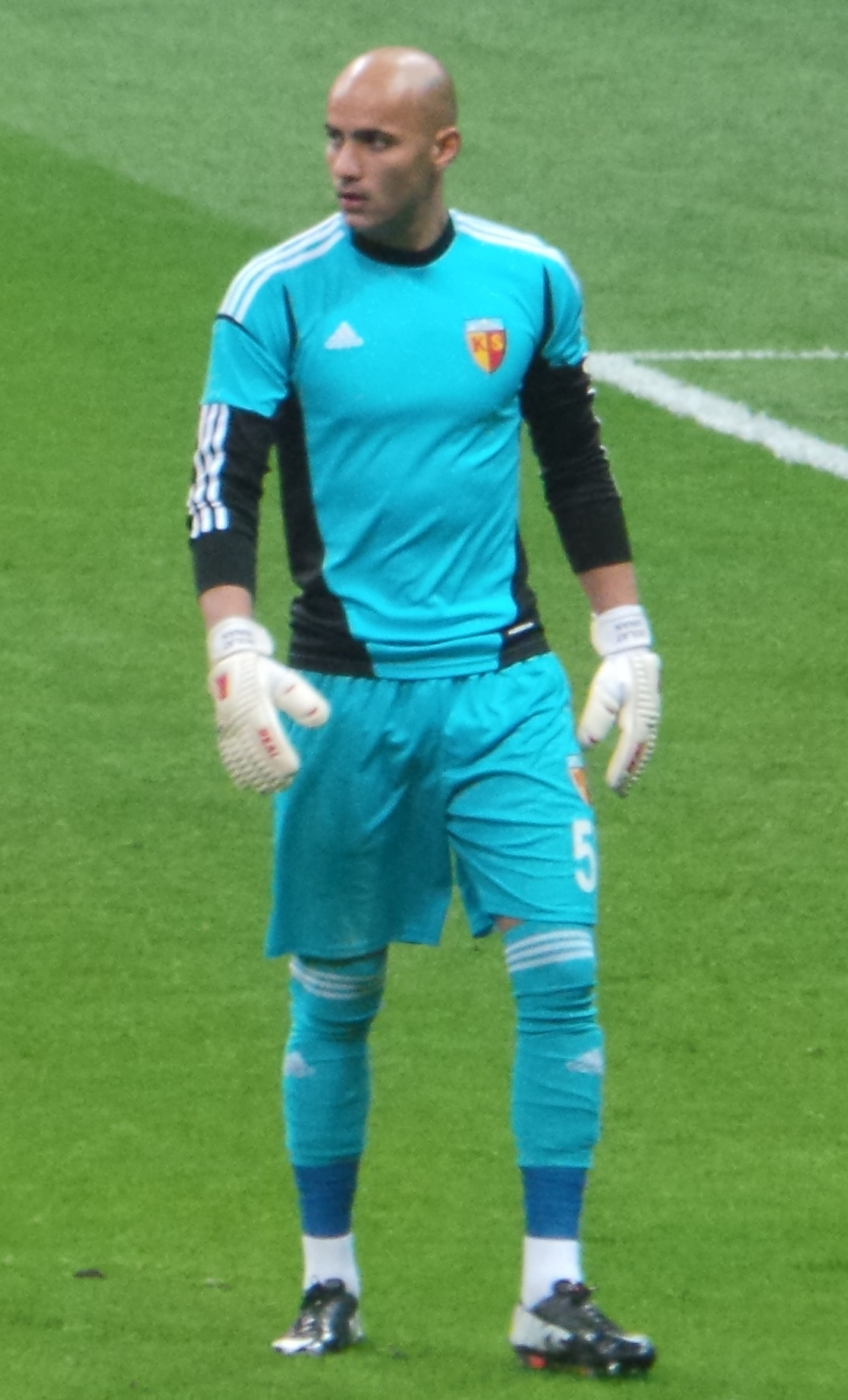
Sinan Bolat (doelman)
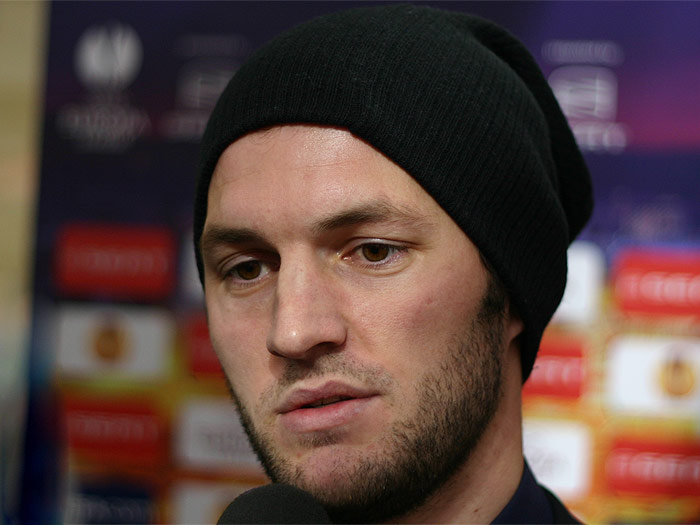
Jelle Van Damme (verdediger)
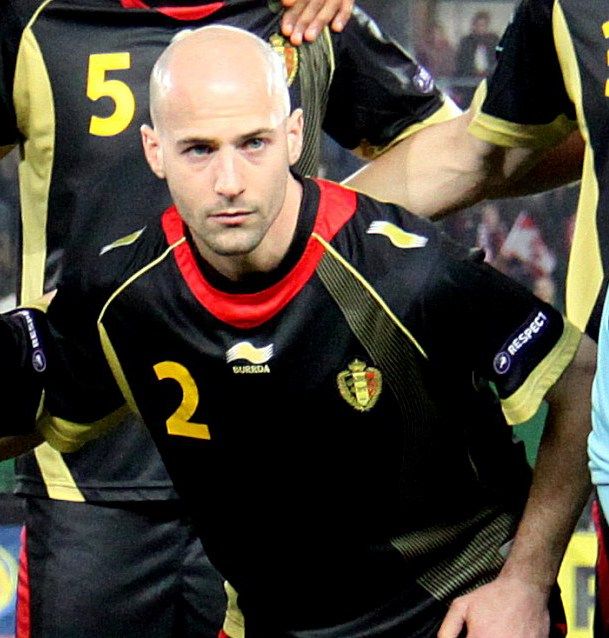
Laurent Ciman (verdediger)
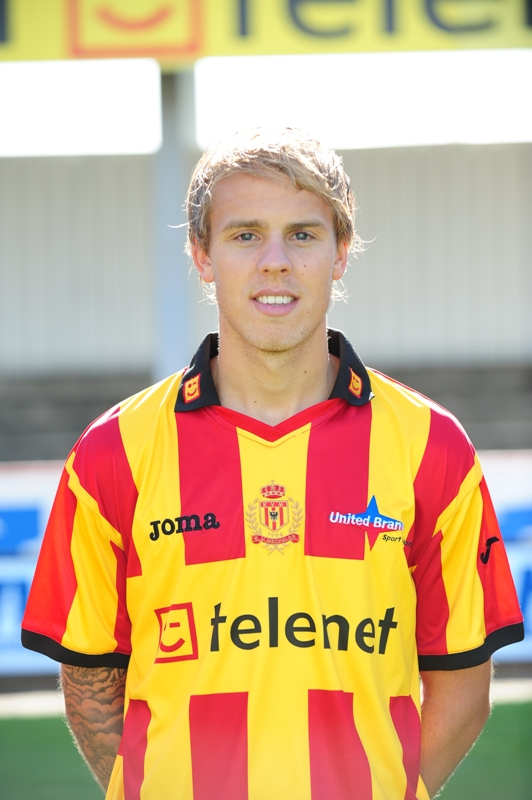
Yoni Buyens (middenvelder)
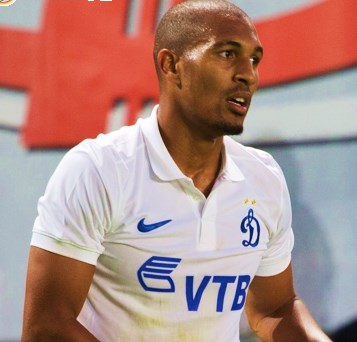
William Vainqueur (middenvelder)
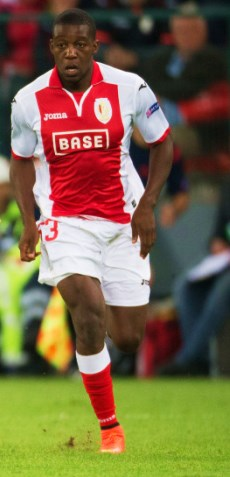
Geoffrey Mujangi Bia (middenvelder)
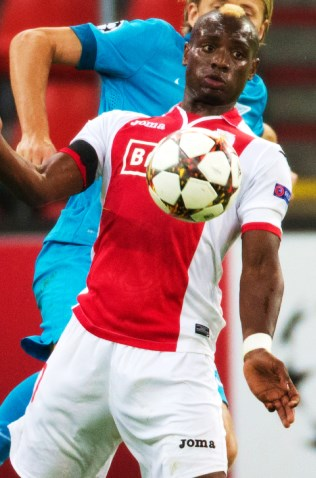
Paul-José Mpoku (middenvelder)
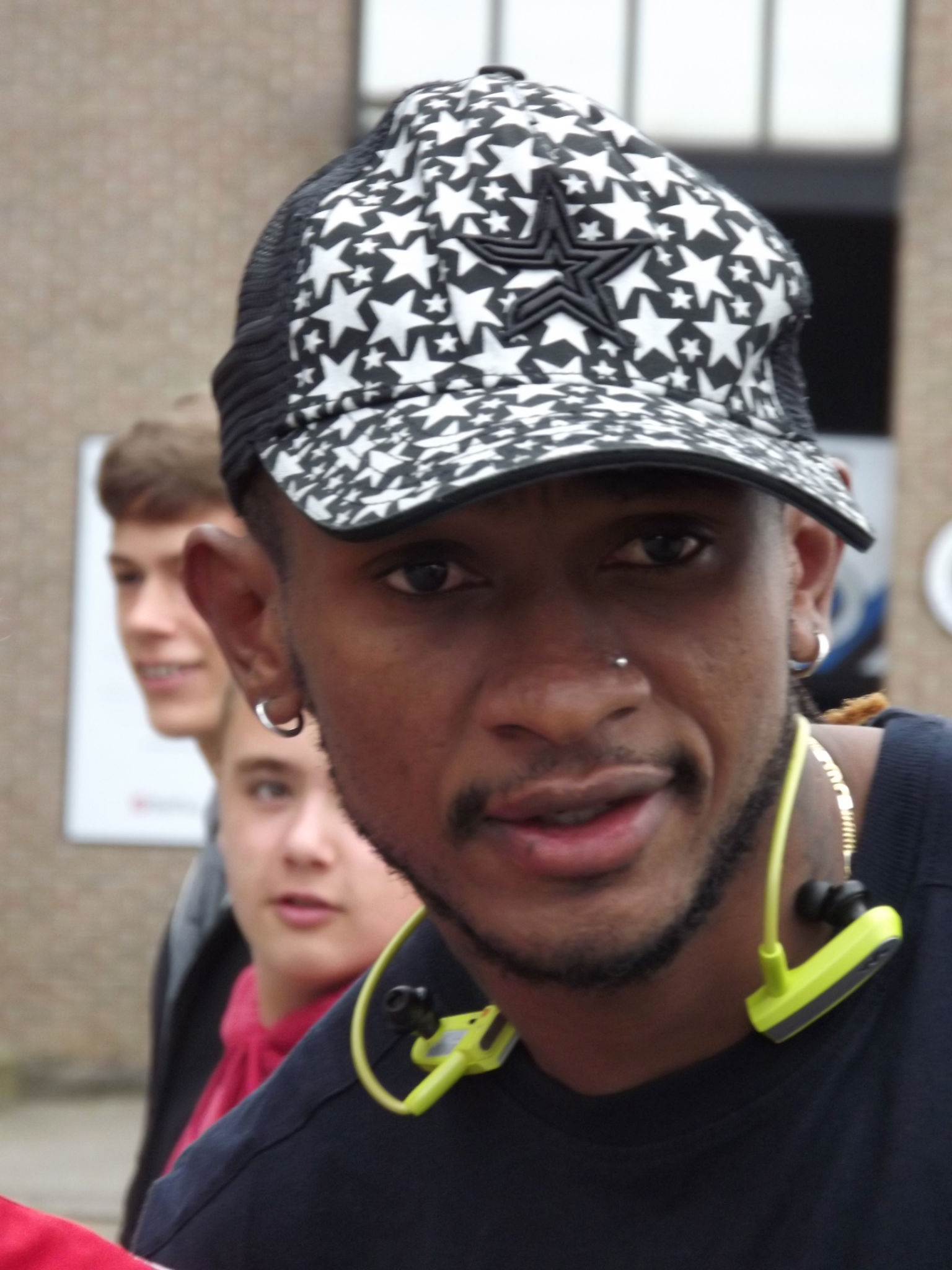
Mohamed Tchité (aanvaller)